# ILLIAC
ILLIAC foi uma série de supercomputadores construídos em locais diversos, alguns na Universidade de Illinois em Urbana-Champaign. No total, cinco computadores desta série foram construídos entre 1951 e 1974. O ILLIAC IV foi projetado e construído pela Burroughs Corporation, entre 1967 e 1972. O projeto do ILLIAC VI começou no início de 2005.